# Alchemilla heterophylla
Alchemilla heterophylla är en rosväxtart som beskrevs av Werner Hugo Paul Rothmaler. Alchemilla heterophylla ingår i släktet daggkåpor, och familjen rosväxter. Inga underarter finns listade i Catalogue of Life.